# Sigurd Christensen
Sigurd Carl Christensen (28. september 1888 i Herning – 29. august 1972 i København) var i årene 1950-1959 overarkitekt ved DSB, hvor han førhen havde arbejdet som konduktør.
Han var søn af underbådsmand, senere konstruktør i marinen Julius Christensen og hustru Elvine Marie Louise f. Christophersen. Han tog præliminæreksamen (Melchiors skole) 1905, blev murersvend 1908 og tog afgang som arkitekt fra Kunstakademiet 1923. Han var medarbejder på en række tegnestuer i København, bl.a. hos Julius Smith 1909 og hos K.T. Seest og Hans Koch. Han var leder af Dansk Husflidsselskabs modeltegnestue i 1930'erne samt medlem af bestyrelsen for Akademisk Arkitektforening 1935-41. 
Christensen blev ekstraarkitekt ved Statsbanerne 1914, arkitektassistent 1923, banearkitekt 1939 og overarkitekt 1950 efter K.T. Seest. Hans værker som overarkitekt tilhører 1950'ernes funktionelle tradition og er huse i røde mursten, til tider med mønstermurværk, med sadeltage og døre af teaktræ. I 1959 blev han selv efterfulgt af Ole Ejnar Bonding.
Ved siden af sin gerning for DSB har han desuden tegnet en villa i Studiebyen i Hellerup.
Han udstillede på Charlottenborg Forårsudstilling 1927 og var på rejser i Tyskland 1910 og 1931, Sverige, Norge og Finland 1936, 1937 og 1938. 
Han var Ridder af Dannebrog.
Christensen blev gift 21. maj 1920 i Osted med Mathilde Henriette Hansen (8. juli 1888 i København – 8. januar 1956 sammesteds), datter af murer Christian Hansen og Christiane Kirstine Esben.

## Værker
- Villaer, Rygårds Allé 102 & 121, Studiebyen, Hellerup (1921)
- Bygning til Midtsjællands udstilling, Ringsted (1926)

Som overarkitekt ved DSB:
- Tilsyn med en række nybygninger ved Ringsted-Næstvedbanen (1922-23)
- Tilsyn med ny Ringsted Station (1923-27) samt udvidelse af andre jernbanebygninger, bl.a. Næstved Station og Hvalsø Station
- Langå Station (1947-50)
- Tilbygning til Glostrup Station (1951)
- Snekkersten Station (1954, vinduer ændret)
- Udvidelse af jernbanestationerne i Odense og Kolding
- Design af det vingede S på S-togskiltene og det gamle vingehjul på samtidens køreplaner